# Furthur
Furthur ist eine US-amerikanische Rockband, welche 2009 von den ehemaligen Grateful-Dead-Musikern Phil Lesh und Bob Weir gegründet wurde.
Der Name Furthur stammt von einem Art Car aus der Acid-Tests-Kultur der Merry Pranksters.

## Bandgeschichte

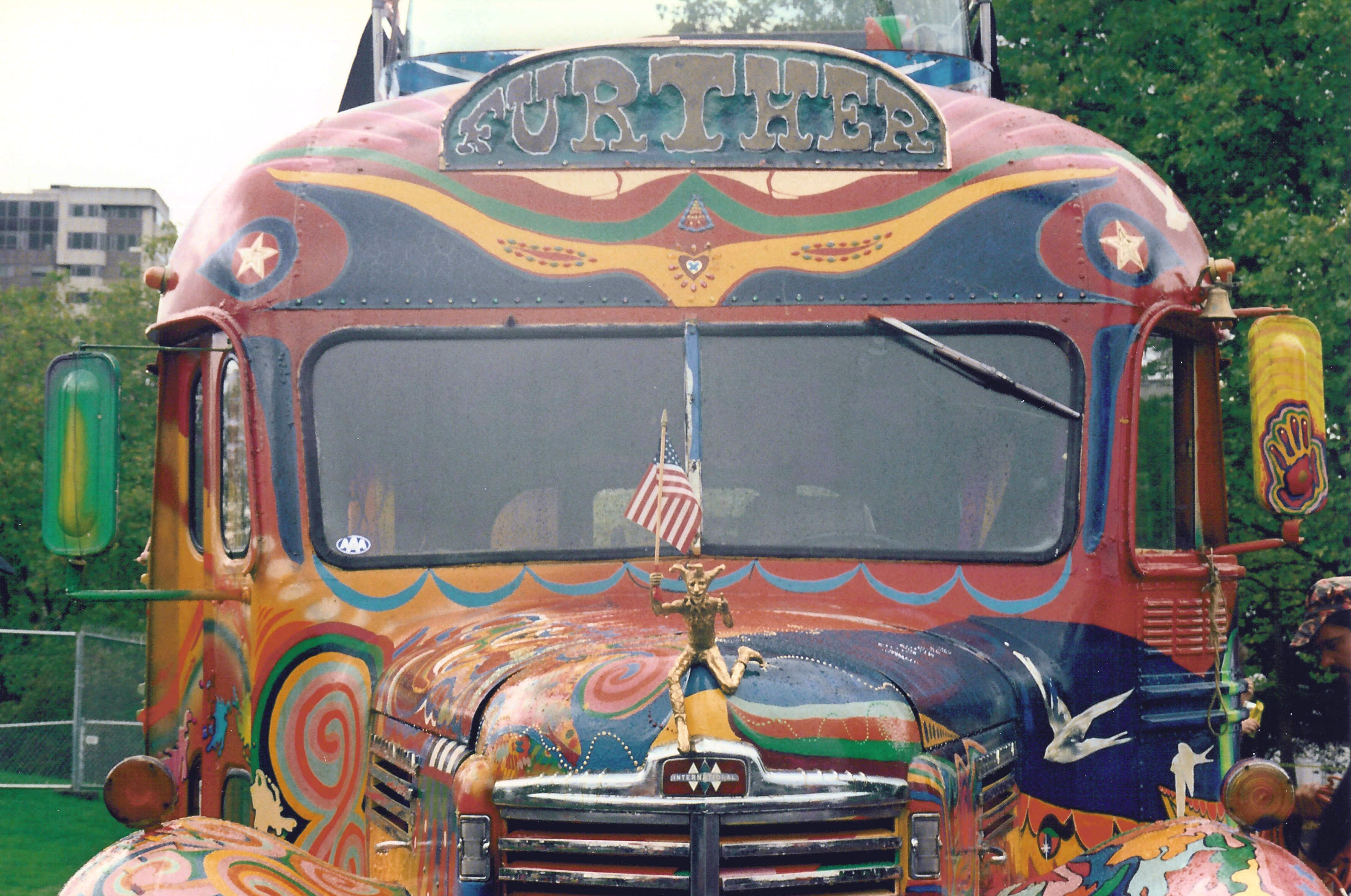
Die Band ist nach dem legendären Tour-Bus von Ken Kesey und den Merry Pranksters aus den 1960er Jahren benannt.

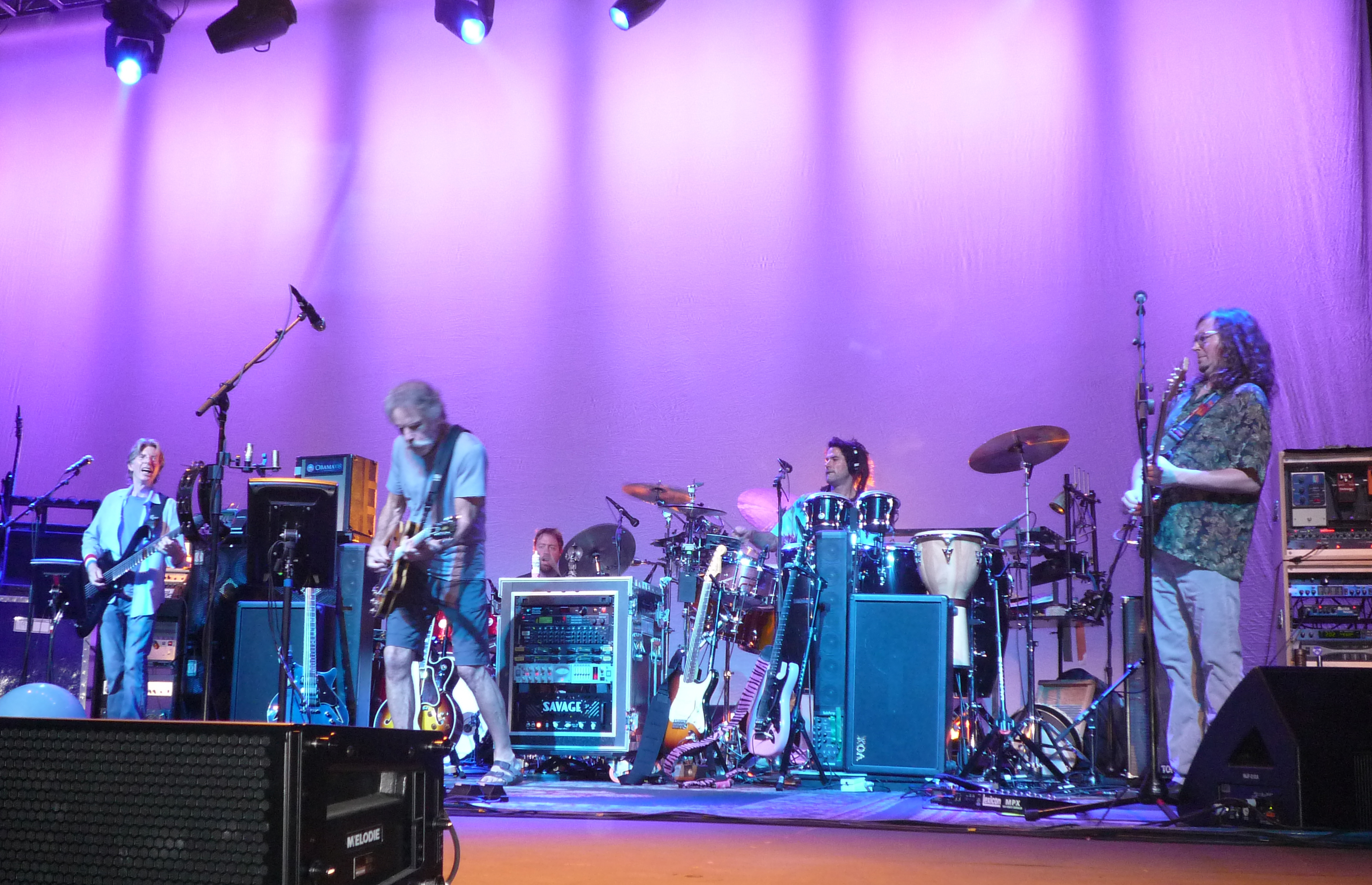
Debüt-Konzert von Furthur im Fox Theatre in Oakland am 18. September 2009.

Nach der Frühlingstournee 2009 mit The Dead entschieden sich der Bassist Lesh und der Gitarrist Weir eine weitere Gruppe für Liveauftritte zu gründen. Dazu konnten sie den Bandleader John Kadlecik von Dark Star Orchestra, Jeff Chimenti von Ratdog sowie Joe Russo von Benevento/Russo Duo gewinnen. Ebenfalls von Ratdog kam der Drummer Jay Lane, der jedoch im Mai 2010 zu Primus wechselte.
Den ersten Auftritt hatte die Band im September 2009 im Fox Theatre in Oakland. Weitere Auftritte in New York City, Wallingford und Asbury Park (New Jersey) folgten in dem Jahr. Zum Jahreswechsel trat die Band im Bill Graham Civic Auditorium in San Francisco. Begleitet wurde die Band von Zoe Ellis und Sunshine Garcia Becker. Beide blieben für die Floridatournee bei der Band. Eine Sonderkonzert gab es zu Phil Leshs 70. Geburtstag am 12. Mai im Bill Graham Civic Auditorium.
Vom 28. bis 30. Mai war die Band einer der Hauptacts beim Furthur-Festival beim Mountain Aire in Angels Camp (Kalifornien) auf einer der fünf Bühnen. 2010 spielte die Band beim „All Good Music Festival“, „Nateva Music & Camping Festival“, „Gathering of the Vibes“ und „Outside Lands Music and Arts Festival“.
Am 18. März 2010 gab Phil Lesh bekannt, dass Jay Lane die Band verlässt, um für Primus zu spielen. Außerdem erlaubte er der Band Animal Collective den (Grateful-Dead-)Song „Unbroken Chain“ für deren EP „What Would I Want? Sky“ zu covern.

## Diskografie
Die Band hat bisher kein Studioalbum eingespielt, dafür jedoch diverse Live-Alben ihrer Auftritte, die übers „Further Live Recordings“ als CD und teilweise auch als MP3-Download vertrieben werden.
Aus den Auftritten im Dezember 2009 wurden 7 Alben zusammengestellt und aus der Wintertournee 2009/2010 23 Alben. Zusätzlich sind 3 Alben zum Furthur-Festival als Limited Edition erhältlich.